# Carlos Brussa
Carlos Antonio Brussa (nacido en 1956) es un ingeniero forestal y botánico uruguayo.

## Biografía
Brussa se graduó de ingeniero agrónomo, orientación forestal, en 1979. Actualmente es el director del Museo y Jardín Botánico de Montevideo, profesor adjunto de Dendrología en la Facultad de Agronomía (Universidad de la República) y profesor de Reconocimiento Vegetal de la Escuela Municipal de Jardinería de Montevideo.
Además, efectúa con carácter privado diversas asesorías relacionadas con la ecología vegetal y el paisajismo.

## Obras
Es autor de numerosos trabajos y publicaciones en el área de la botánica y la jardinería:
- Eucalyptus que se cultivan en Uruguay.
- Palmeras de Uruguay.
- Flora arbórea del Uruguay, con énfasis en las especies de Rivera y Tacuarembó (en coautoría con Iván Grela).
- Árboles autóctonos.